# Centre hospitalier de Saint-Laurent-du-Pont
Le centre hospitalier de Saint-Laurent-du-Pont est un centre hospitalier public français situé dans la commune de Saint-Laurent-du-Pont dans le département de Isère en région Auvergne-Rhône-Alpes.

## Historique

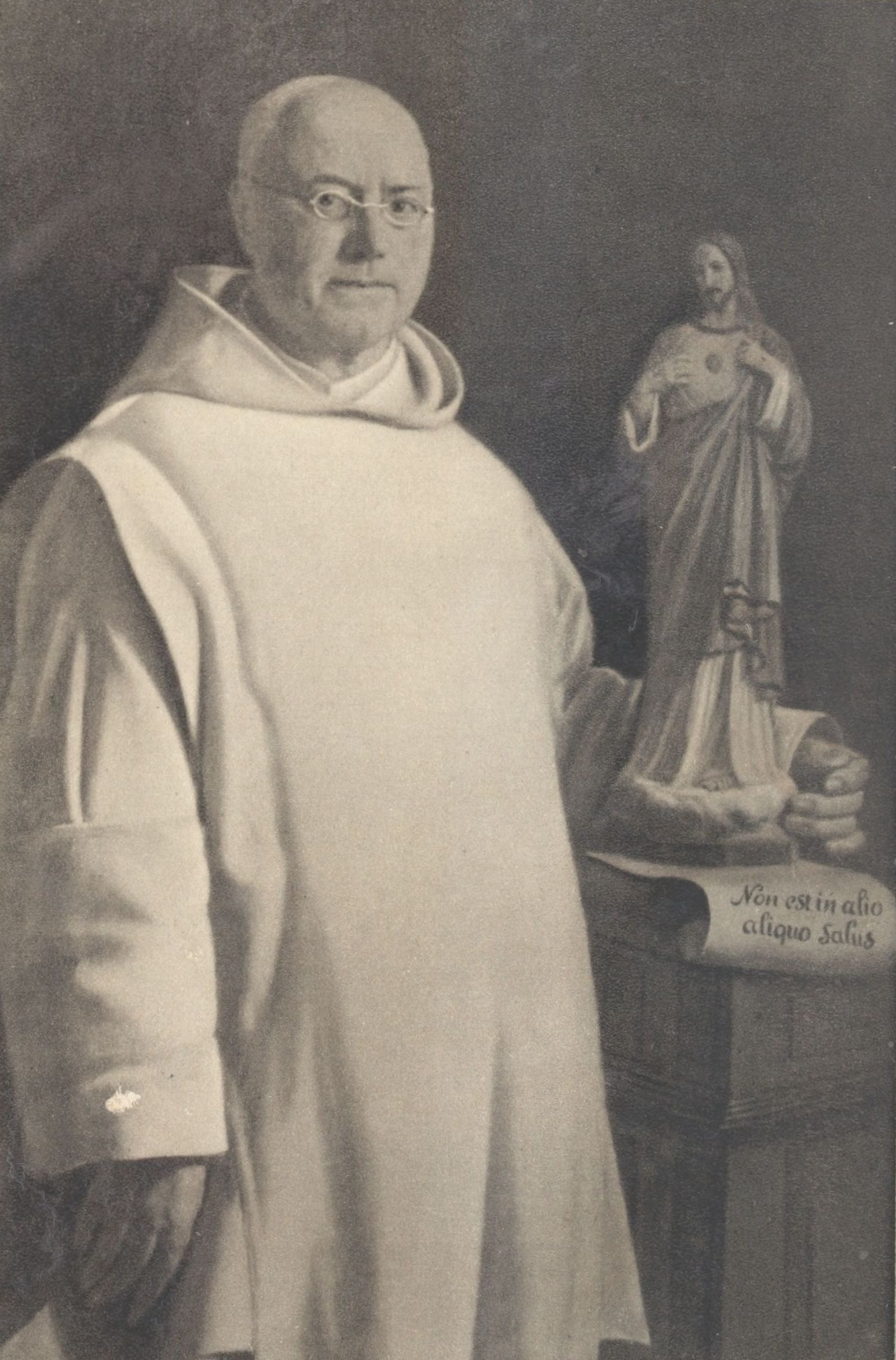
Anselme-Marie Bruniaux, ministre général de l'ordre des Chartreux, fondateur du centre hospitalier

L'établissement a été fondé en 1892 sous le nom d'Hôpital Saint-Bruno par Hubert Bruniaux, plus connu sous le nom d'Anselme-Marie Bruniaux (1823-1892) lorsqu'il est rentré en vocation religieuse auprès de l'ordre des Chartreux. Cette fondation date de la période durant laquelle il dirigeait le monastère de la Grande Chartreuse et donc en tant que ministre général de l'ordre des Chartreux. 
L'édifice (correspondant au Pavillon Chartreuse en 2024) est réalisé sous les directives de l’architecte-voyer Jean-François Pichat (1843-1914), alors maire de la commune de Saint-Laurent-du-Pont (et futur député de l'Isère). Après 1903, et l'expulsion des Pères Chartreux, l'établissement devient public. Il est réquisitionné durant la première guerre mondiale et transformé en hôpital militaire de 185 lits afin d'y accueillir des soldats blessés. Un carré militaire, situé dans l'enceinte de l'établissement hospitalier, rend hommage aux 38 soldats décédés venus se faire soigner dans l’hôpital devenu militaire le temps de la guerre.
Depuis le 6 juin 1994, le centre hospitalier est classé en tant qu'établissement public départemental. Depuis le mois d'août 2012, l'établissement présente une direction commune avec le centre hospitalier de Voiron, le centre hospitalier de Saint Geoire en Valdaine, l’EHPAD de Voreppe et l’EHPAD d’Entre-Deux-Guiers.

## Accès

### Par la route
L'établissement est accessible, à pied, en voiture, ou avec tout autre véhicule, depuis le centre du bourg par la route départementale 520 (ancienne route nationale 520 qui reliait Les Éparres aux Échelles), puis par une route communale dénommée Chemin des Martins.

### Par les transports en commun
La commune de Saint-Laurent-du-Pont est desservie par le réseau du Réseau interurbain de l'Isère dénommé « Cars Région Isère ».

## Services d'hospitalisation et structures médico-sociales

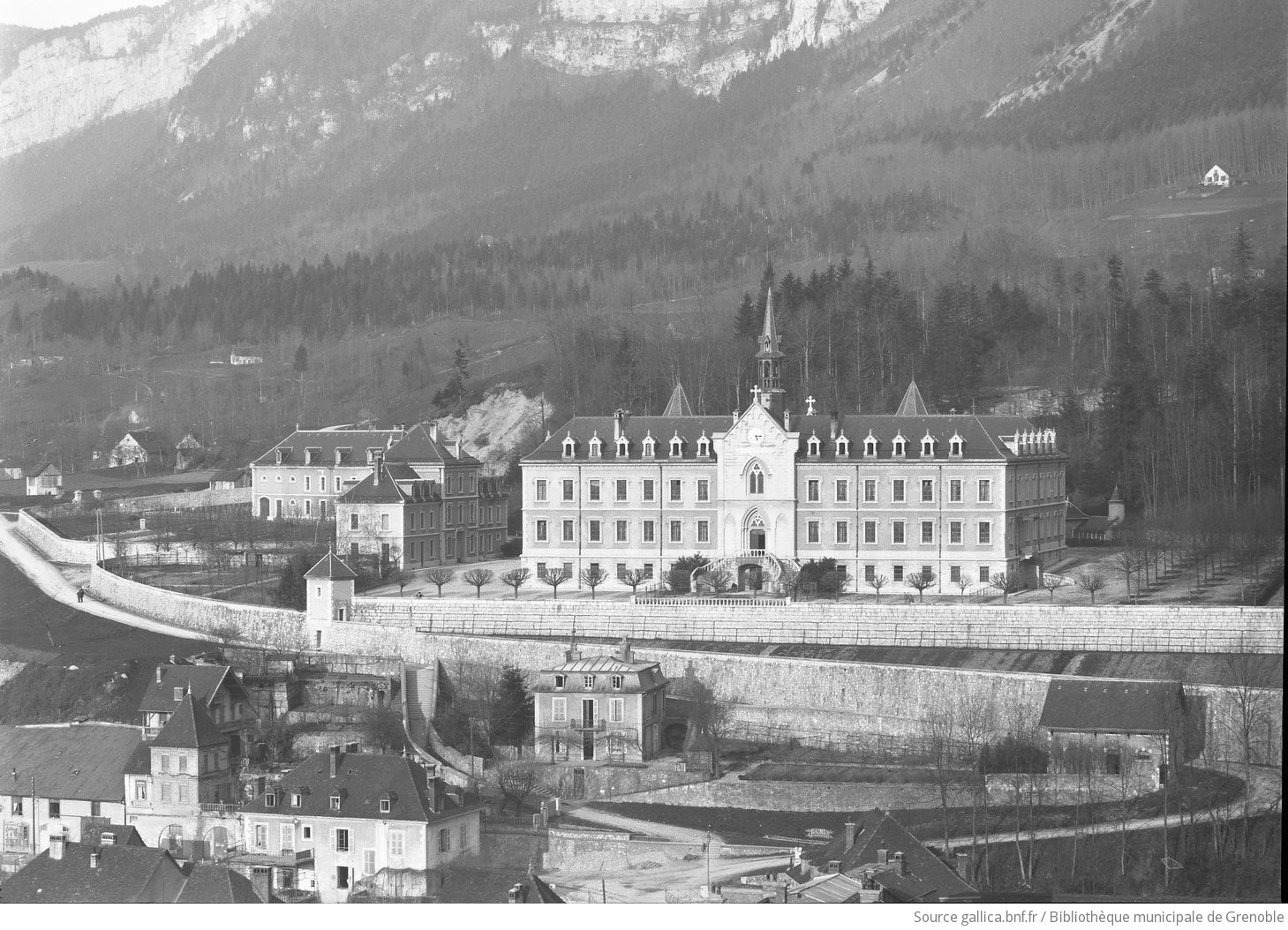
Hôpital de Saint-Laurent-du-Pont avant 1914

L'établissement est divisé en trois pôles distincts, le premier étant destiné à l'accueil de personnes nécessitant des soins de nature hospitalière, le second à l'accueil de personnes âgées dépendantes nécessitant une prise en charge en établissement médicalisé et le troisième pôle à l'accueil de personnes présentant un handicap mental nécessitant un hébergement à temps plein en foyer

### Unité d'hospitalisation
- Pôle Médecine - Soins de suites et rééducation (45 lits).

### Unités pour personnes âgées
- Foyer-logement « Bellevue » (50 lits) ;
- Maison de retraite médicalisée « Pertuis » (40 lits) ;
- EHPAD « La Matinière (80 lits) ;
- EHPAD « Les Tilleuls » d'Entre-Deux-Guiers (60 lits).

### Pôle handicap
- FDV (Foyer de vie) « la Maisonnette » (40 lits)
- FAM (Foyer d'accueil médicalisé) « Pavillon A (ou Chartreuse) » (60 lits)
- FAM « Les Alpages » (65 lits)
- EHPAD « Les Balcons de Miribel »  (80 lits)

## Faits divers
En 2011, le toit d'un bâtiment en construction d'environ 2500 mètres carrés a été partiellement arraché à la suite d'une tempête dans l'enceinte de l'hôpital de Saint-Laurent-du-Pont. 72 patients ont été évacués vers une structure d'accueil située à Miribel-les-Echelles.
En 2022, le parquet de Grenoble a ouvert une enquête après la découverte devant le domicile de la directrice déléguée de l'hôpital de Saint-Laurent-de-Pont, le 28 juin de cette année, d'un faux cocktail molotov relié à une bouteille de gaz vide et d'une inscription associant son nom à une croix gammée sur le mur d’un bâtiment situé près de l’entrée de l’Hôpital. Dans un communiqué, la direction du CHU de Grenoble, dont dépend l'hôpital de Saint-Laurent-du-Pont, « condamne fermement ces actes » qualifiés d'antisémites par le CRIF,.